# Galium stebbinsii
Galium stebbinsii är en måreväxtart som beskrevs av Ined.. Galium stebbinsii ingår i släktet måror, och familjen måreväxter.

## Underarter
Arten delas in i följande underarter:
- G. s. siskiyouense
- G. s. stebbinsii